# Somogyhatvan
Somogyhatvan ist eine ungarische Gemeinde im Kreis Szigetvár im Komitat Baranya.

## Geografische Lage
Somogyhatvan liegt zehn Kilometer nordwestlich der Stadt Szigetvár. Nachbargemeinden sind Somogyapáti und Patosfa.

## Geschichte
Somogyhatvan wurde 1421 schriftlich unter dem Namen Hatwan erwähnt. Im Mittelalter gehörte die Siedlung wahrscheinlich zum Besitz des südlich gelegenen ehemaligen Klosters Szentmiklós. Bei der Komitatsreform 1950 wurde der zum ehemaligen Komitat Somogy gehörende Ort dem Komitat Baranya als Teil des Kreises Szigetvár zugeordnet.

## Infrastruktur
In Somogyhatvan gibt es eine Bücherei, ein Bürgermeisteramt, eine reformierte Kirche, ein kleines römisch-katholisches Gebetshaus sowie den Fußballverein Somogyhatvan Sport Egyesület.

## Sehenswürdigkeiten
- Angelsee (horgásztó), östlich der Gemeinde gelegen
- Getreidespeicher (magtár), erbaut um 1800 (Barock)
- Reformierte Kirche, erbaut 1737 (Barock)
- Traditionelle Wohnhäuser
- Weltkriegsdenkmal (I. és II. világháborús emlékmű), neben der reformierten Kirche

## Verkehr
Durch Somogyhatvan verläuft die Landstraße Nr. 6607. Der nächstgelegene Bahnhof befindet sich in Szigetvár.